# Дом Егмонт
Дом Егмонт (на нидерландски: Huis Egmont, Egmond) е древен холандски благороднически род.
Името му идва от манастир Егмонд в провинция Северна Холандия, който фамилията управлява като фогти. Прародител на господарите на Егмонд е Радболд ван Егмонд (споменат 876–932), който е фогт на манастира. През 14 век фамилията увеличава собствеността си и започва да участва във войни със Западна Фризия. През 1486 г. Ян III от Егмонт (1438–1516), внукът на Ян II от Егмонт (1385–1451), става първият граф на Егмонт.
През 1423 г. фамилята владее Графство Цутфен. Арнолд от Егмонт (1410–1473) е херцог на Гелдерн и граф на Цутфен от 1423 до 1465 г. и от 1471 до 1473 г.